# Lei sobre crimes cometidos contra Atatürk
A Lei sobre Crimes Cometidos Contra Atatürk, ou Lei nº 5816, também conhecida coloquialmente como Lei sobre a Proteção de Atatürk, é uma lei de lesa-majestade da República da Turquia adotada em 25 de julho de 1951. Seu tema são os crimes que foram cometidos ou que foram cometidos contra o fundador e primeiro presidente do país, Mustafa Kemal Atatürk.
Foi proposto (e aprovado) pelo Partido Democrata no poder devido ao aumento de ataques às estátuas e bustos de Atatürk. 
No âmbito desta lei, o acesso ao YouTube, Geocities e muitos sites de blogs da Turquia foi bloqueado em 2007. Em novembro de 2010, o Google removeu vídeos do YouTube depois que uma empresa alemã alegou que alguns de seus direitos autorais foram violados nos vídeos em questão no YouTube (que também continham insultos contra Atatürk). Em seguida, o tribunal turco competente levantou a barreira de acesso imposta ao YouTube. No entanto, passado pouco tempo, as alegações da empresa revelaram-se infundadas e os vídeos em questão foram republicados no site; no entanto, os tribunais turcos não tomaram uma decisão de bloquear novamente o acesso. 
Em 2010, os Repórteres Sem Fronteiras argumentaram que a Lei n.º 5816 violava a liberdade de expressão, um dos princípios básicos da União Europeia, e que contrariava as leis internacionais sobre direitos humanos. 

## Seções
1. Qualquer um que insulte ou pragueje publicamente contra a memória de Atatürk é punido com pena de prisão de um a três anos. Qualquer pessoa que destruir, quebrar, estragar ou poluir estátuas, bustos e monumentos que representem Atatürk ou o túmulo de Atatürk será sentenciada a uma pesada pena de prisão de um a cinco anos. Qualquer pessoa que incentive outros a cometer os crimes descritos nos parágrafos acima deve ser punida como o principal autor.
2. Se os crimes previstos no artigo primeiro forem praticados por duas ou mais pessoas coletivamente, em lugares públicos ou públicos ou por meio da imprensa, a pena a ser imposta é aumentada de metade. Se os crimes listados no segundo parágrafo do primeiro artigo forem cometidos por meio de força ou houver tentativa de cometê-los dessa forma, a pena a ser imposta será dobrada.
3. A ação penal será exercida de ofício pelo Ministério Público para os crimes previstos nesta Lei.
4. Esta Lei entra em vigor na data de sua publicação.
5. O Ministro da Justiça aplica esta Lei.